# Pasiphae (Mond)
Pasiphae oder Pasiphaë (auch Jupiter VIII) ist einer der äußeren Monde des Planeten Jupiter.

## Entdeckung
Pasiphae wurde am 27. Januar 1908 von dem Astronomen Philibert Jacques Melotte entdeckt.
Sie wurde erstmals auf fotografischen Platten gefunden, die in der Nacht des 28. Februar 1908 am Royal Greenwich Observatory (England) belichtet worden waren. Die Untersuchung anderer Platten zeigte, dass das Objekt bereits am 27. Januar aufgenommen worden war. Da zunächst nicht klar war, ob es sich um einen Asteroiden oder Mond handelte, erhielt es die vorläufige Asteroidenbezeichnung 1908 CJ. Am 10. April konnte schließlich die Entdeckung eines achten Mondes bei Jupiter bestätigt werden.
Benannt wurde der Mond nach Pasiphae, der Gattin des Minos und Mutter des Minotaurus aus der griechischen Mythologie.
Ihren offiziellen Namen erhielt sie 1975, vorher wurde sie als Jupitermond VIII bezeichnet. Pasiphae ist die Namensgeberin einer Gruppe von Jupitermonden, die sich auf ähnlichen Bahnen bewegen.
Die Pasiphae-Gruppe besteht aus dreizehn Mitgliedern, wobei Pasiphae das größte ist.

## Bahndaten
Pasiphae umkreist Jupiter in einem mittleren Abstand von 23.624.000 km in etwas mehr als 743 Tagen. Die Bahn weist eine starke Exzentrizität von 0,409 auf. Mit einer Neigung von 151,4° ist die Bahn retrograd, d. h., der Mond bewegt sich entgegen der Rotationsrichtung des Jupiter um den Planeten.

## Physikalische Daten
Pasiphae besitzt einen mittleren Durchmesser von etwa 58 km. Ihre Dichte wird auf 2,6 g/cm³ geschätzt. Sie ist vermutlich überwiegend aus silikatischem Gestein aufgebaut. Pasiphae weist eine sehr dunkle Oberfläche mit einer geschätzten Albedo von 0,10 auf. Ihre scheinbare Helligkeit beträgt 16,8m.